# Nya Zeelands herrlandslag i basket
Nya Zeelands herrlandslag i basket (engelska: New Zealand national basketball team) representerar Nya Zeeland i basket på herrsidan. Lagets resultatmässigt främsta prestation är en fjärdeplats i världsmästerskapet 2002.
Laget blev även oceaniska mästare 1999, 2001 och 2009.

### Fotnoter
1. ↑  Todor Krastev (19 mars 2002). ”Men Basketball World Championship 2002 Indianapolis (USA) - 29.08-08.09 -5 GMT Winner Yugoslavia” (på engelska). Sport Statistics. Arkiverad från originalet den 11 juli 2008. https://web.archive.org/web/20080711144001/http://todor66.com/basketball/World/Men_2002.html. Läst 23 juni 2015.
2. ↑  Todor Krastev. ”Men Basketball Oceania Championships” (på engelska). Sport Statistics. Arkiverad från originalet den 20 september 2015. https://web.archive.org/web/20150920012726/http://todor66.com/basketball/World/Men_Oceania.html. Läst 23 juni 2015.